# Markéta Koutná
Plk. Markéta Koutná (rozená Kohnová, poprvé vdaná Červínová, 22. dubna 1921 Osek – 8. ledna 2013) byla důstojnicí 1. československého armádního sboru.

## Život

### Před druhou světovou válkou
Markéta Kohnová se narodila 22. dubna 1921 v Oseku na Teplicku v židovské rodině zlatníka a klenotníka Jakuba Kohna a Irmy, rozené Flusserové. Žila v teplickém Šanově, kde vychodila obecnou školu a studovala na gymnáziu a obchodní akademii. Po odstoupení Sudet nacistickému Německu se její rodina v říjnu 1938 přestěhovala do Prahy.

### Druhá světová válka
Po německé okupaci prchla rodina Markéty Kohnové 20. března 1939 do Polska. Začala pracovat na britském konzulátu v Katovicích, krátce byla vdána za Otu Červína, který ale ještě téhož roku zemřel při náletu. Po napadení Polska Německem v září 1939 se přesunula do Lvova, kde pracovala jako úřednice a studovala. Zde se rovněž 1. listopadu 1939 přihlásila do československé zahraniční armády. Po napadení Sovětského svazu Německem v červnu 1941 byla zatčena a sedm měsíců internována ve Verchněuralsku. Propuštěna byla 27. ledna 1942 načež se přesunula do Buzuluku a znovu se zde koncem března téhož roku hlásila u československé jednotky. Absolvovala základní výcvik, následně pracovala v přijímací a odvodové komisi, jako pomocník velitele náhradního praporu a jako radiofonistka u armádního časopisu Deníček. Od června 1943 působila jako druhý pobočník přednosty prvního oddělení velitelství. Zúčastnila se bojů o Kyjev a dalších bojů. Od 19. března 1944 působila na velitelství československých vojenských jednotek v Jefremově, mezi dubnem a červnem vykonávala funkci přednosty osobního a organizačního oddělení štábu sboru v Sadaguře, následně jako první pobočník přednosty absolvovala se štábem bojovou cestu ze Sadagury přes Dukelský průsmyk až do Žiliny. Zde jí zastihl konec druhé světové války. Během války se vdala za důstojníka 1. československého armádního sboru Jakuba Koutného.

### Po druhé světové válce
Markéta Koutná působila do ledna 1949 u Ministerstva národní obrany. Poté odešla z armádní služby a plánovala s manželem a matkou legální odjezd do Izraele. Jakub Koutný byl ale nečekaně zatčen a uvězněn pro údajnou velezradu a špionáž a tak Markéta Koutná odjela v dubnu 1949 bez něj. Již nikdy jej nespatřila, Jakub Koutný zemřel v roce 1960 v leopoldovské věznici. Markéta Koutná se živila v Haifě jako krejčová, v roce 1964 se přestěhovala do New Yorku, kde rovněž pracovala v krejčovských firmách a poté jako konstruktérka telefonních sítí pro New York Telephone Company. Do důchodu odešla v roce 1986, od roku 1994 žila opět v Izraeli a od roku 2002 v Praze. Zemřela v roce 2013.

## Vvyznamenání
- 1945 Československý válečný kříž 1939
- Československá medaile za zásluhy 1. stupně
- 1995 Medaile Za zásluhy o Československou armádu